# Marches de Selma à Montgomery
Les Marches de Selma à Montgomery désignent trois marches de protestation, menées dans l'État de l'Alabama en 1965 (les 7, 9 et 25 mars), qui ont marqué la lutte des droits civiques des Afro-Américains aux États-Unis. Elles furent le point culminant du mouvement pour le droit de vote, lancé par Amelia Boynton Robinson et son mari Samuel W. Boynton, à Selma dans l'Alabama.

## Histoire

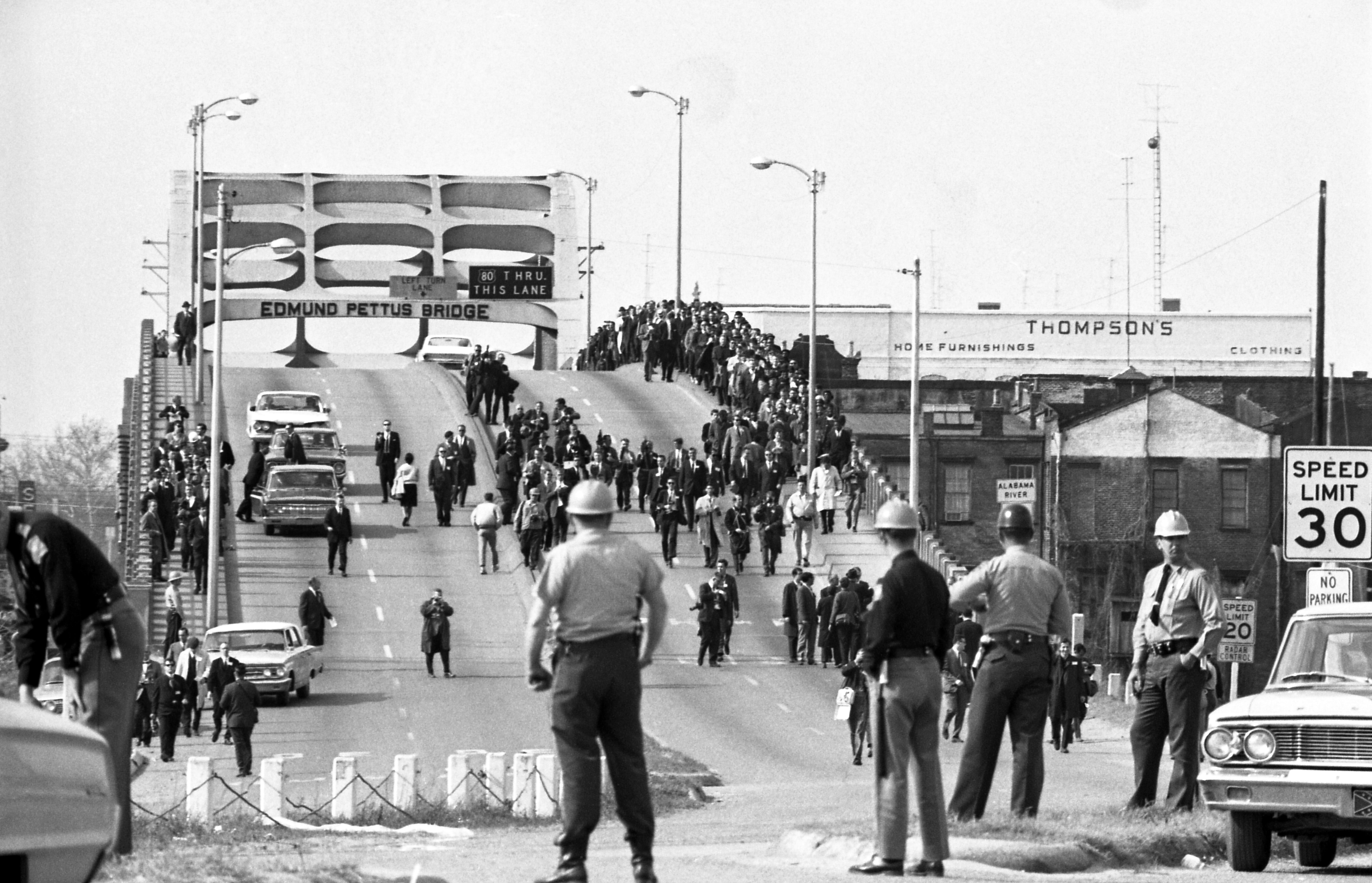
Des policiers de l'Alabama attendent les manifestants au pont Edmund Pettus.

Malgré le Civil Rights Act de 1964, l'inscription sur les listes électorales était rendue très difficile (voire impossible) pour les électeurs afro-américains dans de nombreux États du Sud, dont l'Alabama du fait de l'opposition des autorités comme celle du gouverneur George Wallace, et de groupes suprémacistes comme l'organisation terroriste du Ku Klux Klan.
Le 26 février 1965, dans le cadre d'une manifestation pacifique contre les obstacles mis à l'inscription sur les listes électorales à Marion (Alabama), est marqué par le meurtre de Jimmie Lee Jackson (en) abattu par un policier. En réponse à cet événement, il est décidé de lancer une marche entre Selma et Montgomery.
Amelia Boynton Robinson (dont la famille était en pointe sur la question du droit de vote depuis les années 1950), qui fut avec son mari à l'initiative de la marche, a par la suite reçu le soutien de nombreux représentants du mouvement américain des droits civiques à Selma, y compris Martin Luther King Jr., James Bevel et Hosea Williams.

### Première marche
Le Bloody Sunday (« dimanche sanglant ») se produit le 7 mars 1965 lors de la première de ces marches, menée par Hosea Williams et John Lewis,, en l'absence de Martin Luther King Jr.. Six-cents manifestants pour les droits civiques quittent Selma pour tenter de rejoindre Montgomery, la capitale de l'État, afin de présenter leurs doléances au moyen d'une marche pacifique. Ils sont arrêtés au bout de quelques kilomètres au pont Edmund Pettus par la police locale, sous les ordres du shérif Jim Clark,, et une foule hostile qui les repousse violemment à coups de matraques et de gaz lacrymogène. Près de 84 blessés sont dénombrés, dont Marie Foster (organisatrice de la marche pour le Comté de Dallas), John Lewis, et Amelia Boyton,.
Les images d'Amelia Boynton Robinson, inanimée, tombée sous les coups des policiers sur le pont Edmund Pettus, font le tour du monde à la suite de leur publication par la presse nationale,,,. John Lewis supplie le président Lyndon B. Johnson d’intervenir en Alabama,. La sauvagerie de la répression policière fait le tour du monde, ce dimanche prend le triste nom de Bloody Sunday (dimanche sanglant). Cette marche avec la répression qui a suivi est un des événements qui conduiront le 4 août 1965 à la promulgation du Voting Rights Act de 1965 interdisant les discriminations raciales dans l'exercice du droit de vote,.

### Deuxième marche
La deuxième marche a lieu le mardi 9 mars 1965, en présence cette fois de Martin Luther King. Elle a été qualifiée de « turnaround Tuesday », car le cortège a fait demi-tour en arrivant sur le pont Edmund-Pettus.
À la suite de la seconde marche, trois pasteurs unitariens blancs, qui avaient répondu à l'appel de Martin Luther King, sont attaqués en pleine rue à Selma par des membres du Ku Klux Klan,,. Le pasteur James Reeb, originaire de Boston, le plus sévèrement blessé des trois, meurt de ses blessures deux jours plus tard à l'hôpital de Birmingham.

### Troisième marche
Seule la dernière marche arrive avec succès à Montgomery. Trois mille deux cents marcheurs partent de Selma le dimanche 21 mars, parcourant 20 km par jour et dormant dans les champs,,. Au moment où ils atteignent le capitole de Montgomery, le jeudi 25 mars, les marcheurs sont 25 000. Martin Luther King prononce alors le discours « How Long, Not Long (en) » (Combien de Temps, Peu de Temps),. 
Dans la nuit, Viola Liuzzo, militante blanche des droits civiques, est assassinée par le Ku Klux Klan alors qu'elle ramène des marcheurs dans sa voiture,. Elle avait assisté le 18 mars à une manifestation dans son université et avait appelé son mari pour lui dire qu'elle irait à Selma, car « c'est le combat de tout le monde ».

### Conclusion
Moins de cinq mois plus tard, le 6 août 1965, le président Lyndon B. Johnson signe le Voting Rights Act de 1965 interdisant les discriminations raciales entravant l'inscription sur les listes électorales et l'exercice du droit de vote,.

### Opposition à la marche
Le chef du parti nazi américain, George Lincoln Rockwell, arriva à atteindre le leader du Mouvement des droits civiques, Martin Luther King pour arranger un débat entre les deux hommes.
Mais, lorsque Martin Luther King est blessé par un militant du National States' Rights Party, le débat fut annulé .

## Postérité

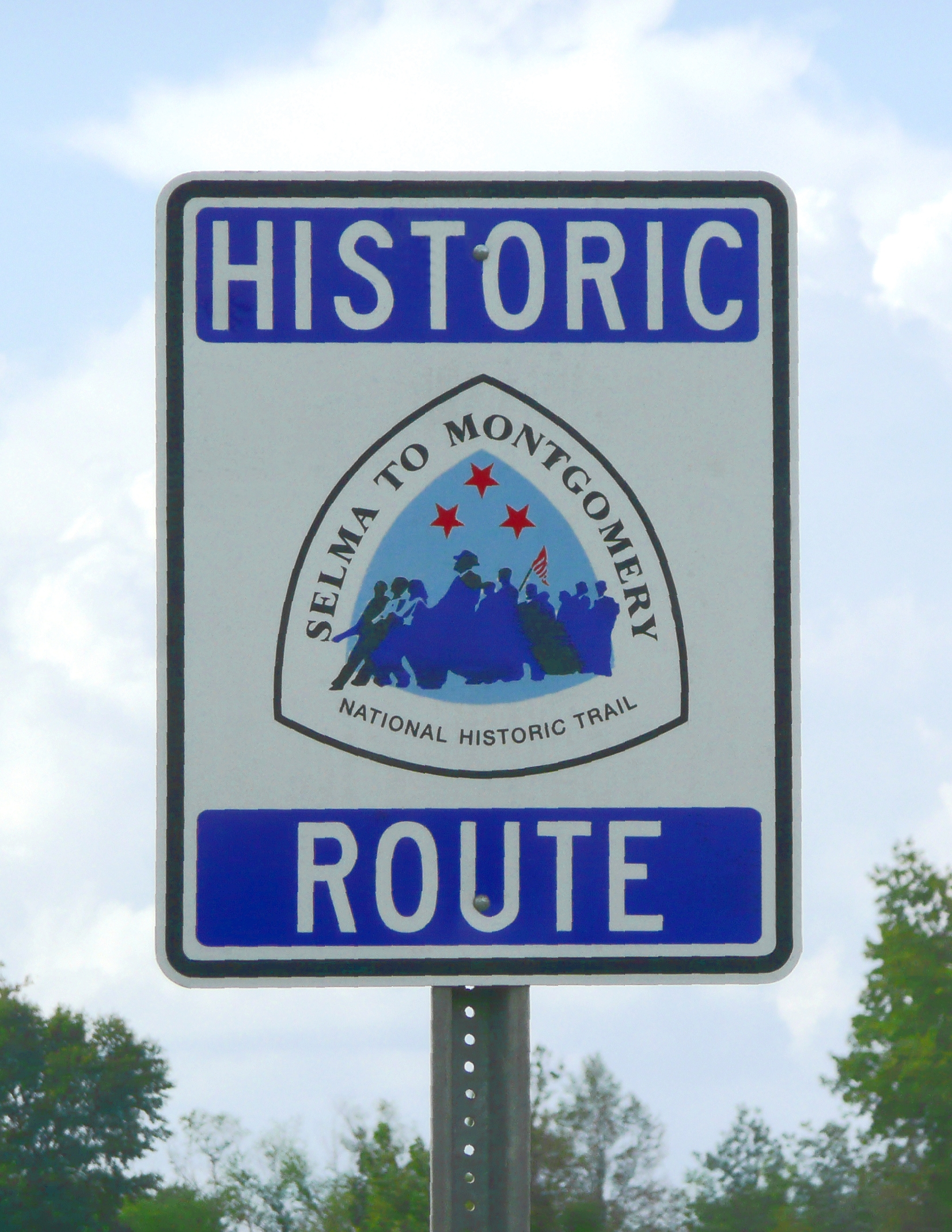
Panneau signalétique des marches de Selma à Montgomery.

L'itinéraire est désormais matérialisé en tant que Selma to Montgomery National Historic Trail, et suit la U.S. Route 80 entre Selma et Montgomery,.
Le film américain Selma (2014), réalisé par Ava DuVernay, a pour objet les marches de Selma à Montgomery,,.

## Célébrations
Le 7 mars 2015, le président Barack Obama, John Lewis et quinze à vingt mille manifestants célèbrent le 50e anniversaire de la première marche de Selma, le Bloody Sunday en traversant le pont Edmund Pettus,.
Du 4 mars 2021 au 7 mars 2021 sera célébré le jubilé du Bloody Sunday.